# Epeiromulona lephina
Epeiromulona lephina är en fjärilsart som beskrevs av William D. Field 1952. Epeiromulona lephina ingår i släktet Epeiromulona och familjen björnspinnare. Inga underarter finns listade i Catalogue of Life.